# 298 هـ
298 هـ هي سنة في التقويم الهجري امتدت مقابلةً في التقويم الميلادي بين سنتي 910 و911.

## مواليد
- أبو القاسم الشاهد
- أمة السلام بنت أحمد البغدادية

## وفيات
- أبو الحسين بن ولاد
- أبو عبد الله الشيعي
- أبو عثمان الحيري
- إبراهيم بن أحمد الشيباني الرياضي
- إبراهيم بن المغيرة المروزي
- إبراهيم بن حجاج اللخمي
- إسحاق بن حنين
- ابن مسروق
- سمنون بن حمزة